# Oxytropis sachalinensis
Oxytropis sachalinensis är en ärtväxtart som beskrevs av Kingo Miyabe och Misao Tatewaki. Oxytropis sachalinensis ingår i släktet klovedlar, och familjen ärtväxter. Inga underarter finns listade i Catalogue of Life.